# Europese bladvingergekko
De Europese bladvingergekko of Europese bladvinger (Euleptes europaea) is een hagedis die behoort tot de gekko's en de familie Sphaerodactylidae.

## Naam en indeling
De wetenschappelijke naam van de soort werd voor het eerst voorgesteld door Giuseppe Gené in 1839. Oorspronkelijk werd de naam Phyllodactylus europaeus gepubliceerd en ook de naam Euleptes europaeus is wel gebruikt. De hagedis werd eerder aan de waaierteengekko's (Ptyodactylus) toegekend en behoorde lange tijd tot dit geslacht. De soort werd door Leopold Fitzinger in 1843 aan het geslacht Euleptes toegewezen en is tegenwoordig de enige vertegenwoordiger van deze monotypische groep.
De soortaanduiding europaea betekent vrij vertaald 'van Europa' en slaat op het verspreidingsgebied.

## Uiterlijke kenmerken
De Europese bladvingergekko wordt tot ongeveer acht centimeter lang inclusief staart. De lichaamskleur is variabel; van beigebruin tot donkergrijs en soms zwart, met over het algemeen een lichtere, vaak witgele marmertekening op de rug en nek, en een witgele tot witte buik. De staart is vaak gebandeerd en met name jonge dieren hebben een erg doorschijnende huid. Meestal zijn ze door de lengte al van de meeste soorten te onderscheiden en hebben bovendien sterk verbrede tenen en hechtlamellen, waaraan wel meer soorten gekko's de naam bladvingergekko's danken. De nagels van de Europese bladvingergekko zijn intrekbaar, dit komt ook voor bij sommige andere gekko's. De hechtlamellen zijn bij deze soort gevorkt en in het midden is een klauwtje gelegen.

## Levenswijze
Het is zoals alle Europese gekko's een nachtdier dat overdag schuilt in rotsspleten, in bomen onder de schors en onder stenen. Het voedsel bestaat met name uit insecten en andere kleine ongewervelden zoals spinnen. Het is een goede klimmer die niet veel op de bodem actief.

## Verspreiding en habitat
De soort komt voor in delen van Europa en noordelijk Afrika en leeft in de landen Italië (inclusief Sardinië en andere eilanden), Frankrijk (inclusief Corsica, Îles d'Hyères en andere eilanden), eilanden in de Tyrreense Zee en Tunesië. De habitat bestaat uit rotsige omgevingen. Ook in door de mens aangepaste streken zoals weilanden kan de hagedis worden gevonden. De soort is aangetroffen tot op een hoogte van ongeveer 1500 meter boven zeeniveau.

## Beschermingsstatus
Door de internationale natuurbeschermingsorganisatie IUCN is de beschermingsstatus 'gevoelig' toegewezen (Near Threatened of NT).